# 満奮
満 奮（まん ふん、? - 304年）は、中国の西晋の政治家。字は武秋。祖父は満寵。父は満炳。伯父は満偉。従兄は満長武。

## 経歴
公平清廉な人格者であったため西晋の武帝に仕え、冀州刺史・尚書令・司隷校尉を歴任した。満奮は風を極端に恐れたといわれ、『世説新語』には武帝からそのことをからかわれた話が載っている。
元康9年（299年）12月、司馬遹が皇太子を廃され、金墉城に幽閉されることが決まると、恵帝は詔で見送りを禁じた。しかし違反者が続出したので、満奮は逮捕して河南尹の楽広に送致した。しかし楽広は独断で釈放した。
司馬倫が実権を握ると、尚書令となった。永康2年（301年）1月、司馬倫は禅譲の詔を偽造し、満奮を正使として恵帝に帝位を譲るよう強要して、帝位を簒奪した。
永安元年（304年）7月、周馥と共謀して洛陽を牛耳っていた上官巳の殺害を図ったが、失敗して殺された。周馥は逃亡した。